# سیارک ۱۸۸۹۱
سیارک ۱۸۸۹۱ (به انگلیسی: 18891 Kamler، نامگذاری:2000EF40) هجده هزار و هشتصد و نود و یکمین سیارک کشف شده‌است که در ۸ مارس ۲۰۰۰ کشف شد.
قدر مطلق سیارک برابر ۱۱.۲ است.